# زواج المثليين في ساسكاتشوان
أصبح زواج المثليين قانونيا في المقاطعة الكندية ساسكاتشوان منذ 5 نوفمبر 2004، وذلك نتيجة لقرار شعبة قانون الأسرة لمجلس محكمة الملكة في ساسكاتشوان. جاء هذا القرار بعد حالات مماثلة في ست مقاطعات وأقاليم أخرى، وقبل ثمانية أشهر من قانون الزواج المدني الفيدرالي لعام 2005، الذي أتاح زواج المثليين في جميع أنحاء كندا.تناولت قرارات المحكمة اللاحقة مسألة مفوضي الزواج الذين يعترضون على زواج المثليين على أساس معتقداتهم الدينية.
علاوة على ذلك، تمكن الشركاء والأزواج المثليون من تبني الأطفال بشكل مشترك منذ عام 2001، بعد أن تم تعديل قانون التبني من قبل الجمعية التشريعية في ساسكاتشوان في يوليو 2001.

## قرار المحكمة: ان. دبليو. ضد كندا (المدعي العام)
في خريف عام 2004، قدم خمسة أزواج مثليين طلبًا في قسم قانون الأسرة التابع لمجلس محكمة الملكة في ساسكاتشوان، طالبين بالحكم الذي يتطلب من مُصدري رخصة الزواج الذين عينتهم حكومة المقاطعة لإصدار تراخيص زواج للأزواج المثليين. استند الطلب إلى حجة مفادها أن تعريف القانون العام للزواج التوجه يميز ضد الأزواج المثليين على أساس الميل الجنسي، وهو ما يخالف شرط المساواة في الميثاق الكندي للحقوق والحريات. في وقت تقديم الطلب، كانت المحاكم في ست مقاطعات وأقاليم كندية أخرى قد أيدت دستورية زواج المثليين في كندا.
سمى مقدمو الطلب كأطراف كلا من المدعي العام لكندا والنائب العام لساسكاتشوان. كانت الحكومة الفيدرالية طرفًا لأن القانون الموضوعي الذي يحكم تعريف الزواج هو مسألة اختصاص فدرالية بموجب دستور كندا. كانت حكومة المقاطعة طرفًا لأن مُصدري رخصة الزواج هم من المسؤولين الإقليميين المعينين بموجب قانون زواج ساسكاتشوان.
في 27 سبتمبر 2004، صرح وزير العدل في ساسكاتشوان، فرانك كوينيل لقناة سي بي سي نيوز بأنه لا هو ولا المقاطعة سيتخذان موقفا بشأن قضية زواج المثليين.
في 3 نوفمبر 2004، مثل الأزواج المثليون الخمسة أمام القاضية دونا ويلسون في الطلب. لم تتحدى الحكومة الفيدرالية ولا حكومة المقاطعة الدعوى.
«قدم جريج والين، محامي أحد الأزواج، بيانًا للمطالبة بالحكم التعريفي بتغيير تعريف القانون العام للزواج ليشمل عبارة» شخصين مع استبعاد الآخرين«بدلاً من» شخصين«من الجنس الآخر».
في 5 تشرين الثاني/نوفمبر 2004، قضت القاضية ويلسون بأن تعريف زواج المغايرين فقط في القانون العام ينتهك حقوق المساواة للأزواج المثليين بموجب الميثاق، وأن "تعريف القانون العام للزواج للأغراض المدنية" الاتحاد الشرعي لشخصين مع استبعاد الآخرين."
أمرت القاضية ويلسون المدعي العام الاتحادي والمحلي بدفع تكاليف المحكمة لمقدمي الطلبات، على أساس المحامي- العميل، وحددت ما مجموعه 10,000 دولار، مقسمة بالتساوي بين الحكومتين.

## شكوى حقوق الإنسان: ام. جاي. ضد نيكولز
في عام 2005، رفض أورفيل نيكولز، مفوض الزواج لمدة 30 عامًا والمتدين المعمداني، تزويج زوجين مثليين، ام جاي وبي ار، لأن ذلك يتعارض مع معتقداته الدينية. تقدم إم جاي بشكوى بموجب قانون حقوق الإنسان في ساسكاتشوان، على أساس أن «... السيد نيكولز رفض إجراء زواج بين إم جيه وبي ار على أساس من الأسباب المحظورة للتوجه الجنسي ل ام جاي.» أمرت محكمة ساسكاتشوان لحقوق الإنسان نيكولز بدفع 2500 دولار كتعويض للزوجين بسبب انتهاكه لحقهما بموجب قانون ساسكاتشوان لحقوق الإنسان في الحصول على الخدمات العامة دون تمييز. في عام 2009، رفض مجلس محكمة الملكة في ساسكاتشوان الاستئناف الذي قدمه نيكولز.

## الإستشارة في محكمة الاستئناف في ساسكاتشوان: الإستشارة إلى مفوضي الزواج
اقترحت الحكومة تشريعا يسمح لمفوضي الزواج برفضه لهذا السبب. في يناير 2011، في مسألة مرجعية، قضت محكمة الاستئناف في ساسكاتشوان بأن مثل هذا القانون سيكون غير دستوري.